# فرانك أوشن
فرانك أوشن (بالإنجليزية: Frank Ocean؛ ولد كريستوفر إدوِن برو؛ 28 أكتوبر 1987) هو مغني، وكاتب أغاني، ومنتج أغاني، ومصور فوتوغرافي، وفنان بصري أميركي. يُعرف أوشن بأسلوبه الموسيقي المتميز، وتأليفه للأغاني الاستبطاني والملتبس، ومدى صوته الواسع، وهو من بين أكثر الفنانين الحاصلين على النقد الإيجابي والمدح في جيله. نسبوا نقاد الموسيقى له الفضل في إعادة تنشيط موسيقى الآر أند بي المؤَثرة بالجاز والفانك، بالإضافة إلى تطوير هذا النوع من خلال أسلوبه التجريبي في الموسيقى.
بدأ أوشن مهنته ككاتب أغاني خفي، وفي 2010 انضم إلى جماعية أود فيوتشر (Odd Future). وأصدر في 2010 شريطه المنوع الأول، نوستالجا، ألترا (Nostalgia, Ultra) الذي حظى على نقد إيجابي وولّدت أغنيته المنفردة الأولى المسجلة في جداول سباق البوب، وهي «نوفاكين» (Novacane). نجاح الشريط أدى إلى توقيع أوشن لعقد مع تسجيلات ديف جام، وإصداره لألبومه الأستديو الأول تشانل أورنج (channel ORANGE)
في يوليو 2012، والذي حصل على المرتبة الثانية في ترتيب ألبومات في الولايات المتحدة على قائمة البيلبورد 200. تضمن الألبوم ثلاث أغاني منفردة: «ثنكن باوت يو» (Thinkin' Bout You)، و«بيرامدز» (Pyramids) و«سويت لايف» (Sweet Life). في عام 2016، وبعد فترة إنقطاع عن الموسيقى، أصدر أوشن الألبوم المرئي إندلس (Endless) إلى جانب ألبومه الأستديو الثاني، بلوند (Blonde) بعد سنوات من التأجيل. تمكن بلوند من الحصول على نقد إيجابي من النقاد وتصدر لائحتا ألبومات في الولايات المتحدة (بيلبورد 200) والمملكة المتحدة.
أثناء مسيرته، تمكن أوشن من الحصول على جائزتي غرامي، وجائزة بريت للفنان الفردي العالمي لعام 2013، وجائزة إن إم إي لأفضل فنان ذكر دولي لعام 2017، وقد تم إدراجه في إصدار عام 2013 من قائمة تايم لأكثر 100 شخص مؤثر في العالم (Time 100). ونسخة عام 2017 من قائمة الثلاثين تحت الثلاثين (Thirty Under Thirty) من مجلة فوربس. اعتبر كل من مجلة إنسايدر (Insider) ووول ستريت جورنال (The Wall Street Journal) أن أوشن هو الفنان الأكثر هيمنة في عقد 2010. كمصور فوتوغرافي، عمل مع مجلة فوغ (Vogue) في حفل الميت غالا السنوي (Met Gala) ومجلة الأزياء البريطانية آي دي (i-D). ولديه أيضًا برنامجه الإذاعي بلونديد راديو (Blonded Radio) منذ عام 2017، والذي غالبًا ما يَعرض عليه أغنياته الفردية الجديدة لأول مرة.

## النشأة
ولد أوشن باسم كريستوفر أدون برو يوم 28 أكتوبر 1987 لوالده كالفن أدورد كُكسي ووالدته كتونيا برو. في الخامسة من عمره، فرانك انتقل مع أسرته إلى مدينة نيو أورلنز في ولاية لويزيانا.
كبر في أوساط الجاز المحلية يستمع إلى أسطوانات أمه في مسجلة سيارتها، بما فيها ألبومات لسيلين ديون وأنيتا بايكر والموسيقى التصويرية لفيلم شبح الأوبرا.
كمراهق، قام بالمساعدة حول الحي الذي عاش فيه جمعا لبعض المال ليحجز وقتا في الستوديو. كما ذكر «يا رجل، كانت لي أنشطة كثيرة: تغسيل السيارات وقص الأعشاب وتنزيه الكلاب...»
والتحق بجامعة نيو أورلنز وانتقل إلى مسكنه الطلابي في 2005. وبعد فترة وجيزة، أصيبت نيو أورلنز بإعصار كاترينا ونُقل أوشن إلى جامعة لويزيانا في لالفاييت.

## المسيرة

### 2005—2011: بدايات مسيره، أود فيوتشر، ونوستالجا، ألترا
في عام 2005، أصاب إعصار كاترينا مدينة أوشن ومسقط رأسه، نيو أورلنز. نتيجةً للإعصار، تدمَّرَ الإستديو حيث كان يسجل أوشن أغانيه بسبب الفيضان والنهب. ليواصل تسجيل الموسيقى، انتقل إلى مدينة لوس أنجلس في ولاية كاليفورنيا ناويًا قضاء مدة ستة أسابيع هناك فقط، ولكنه قرر البقاء لمدة أطول ليطور مهنته الموسيقية. سجل بعض الأشرطة التجريبية في إستديو أحد أصدقائه وروج تلك الأشرطة حول المدينة. في غضون أقل من ستة أشهر، تمكن أوشن من توقيع عقد لكتابة الأغاني. بدأ بالتعامل مع منتجي التسجيلات وكتب أغاني لفنانين مثل جاستن بيبر، وجون لجند، وبراندي، وبيونسيه. قال أوشن لاحقًا عن تلك التجربة، «كانت هناك لحظة حين كنت أؤَلف للآخرين، ومع أنه قد يكون أريح لو ظللت أكتسب المرتَّب المتدفق وأتمتع بالسرية، إلا أن ذلك لم يكن سبب رحيلي من الدراسة والعائلة.»
وانضم أوشن إلى فرقة الهيب هوب أود فيوتشر (Odd Future) المقيمة في لوس أنجلس، والتي قابل أعضائها في 2009. صداقته مع قائد الفرقة تايلر، ذا كرييوتر أعادت نشاطة تأليف أوشن. في أواخر 2009، قابل تريكي ستورت والذي ساعده أن يوقع عقدا مع تسجيلات ديف جام كفنان منفرد. شعر أوشن بالإهمال من قبل الشركة، وبدأ العمل على شريط منوع بمفرده دون مداخلتهم.
يوم 17 فبراير 2011، أصدر أوشن أول شريط منوع له، نوستالجا، ألترا (Nostalgia, Ultra)، والذي حاز على اشادة من النقاد. الشريط يركز على العلاقات ما بين الأشخاص والتأمل النفسي والمواكبة الاجتماعية. وصف أندرو نوز من الإذاعة الوطنية العامة (NPR) كتابة أوشن بال"بارعة" وال"رقيقة"، وزعم بأن كتابته هي ما تميزه عن باقي المغنين." وشبَّه جونا وينر من مجلة رولينغ ستون (Rolling Stone) أوشن ب"عصير ريذم أند بلوز موهوب."

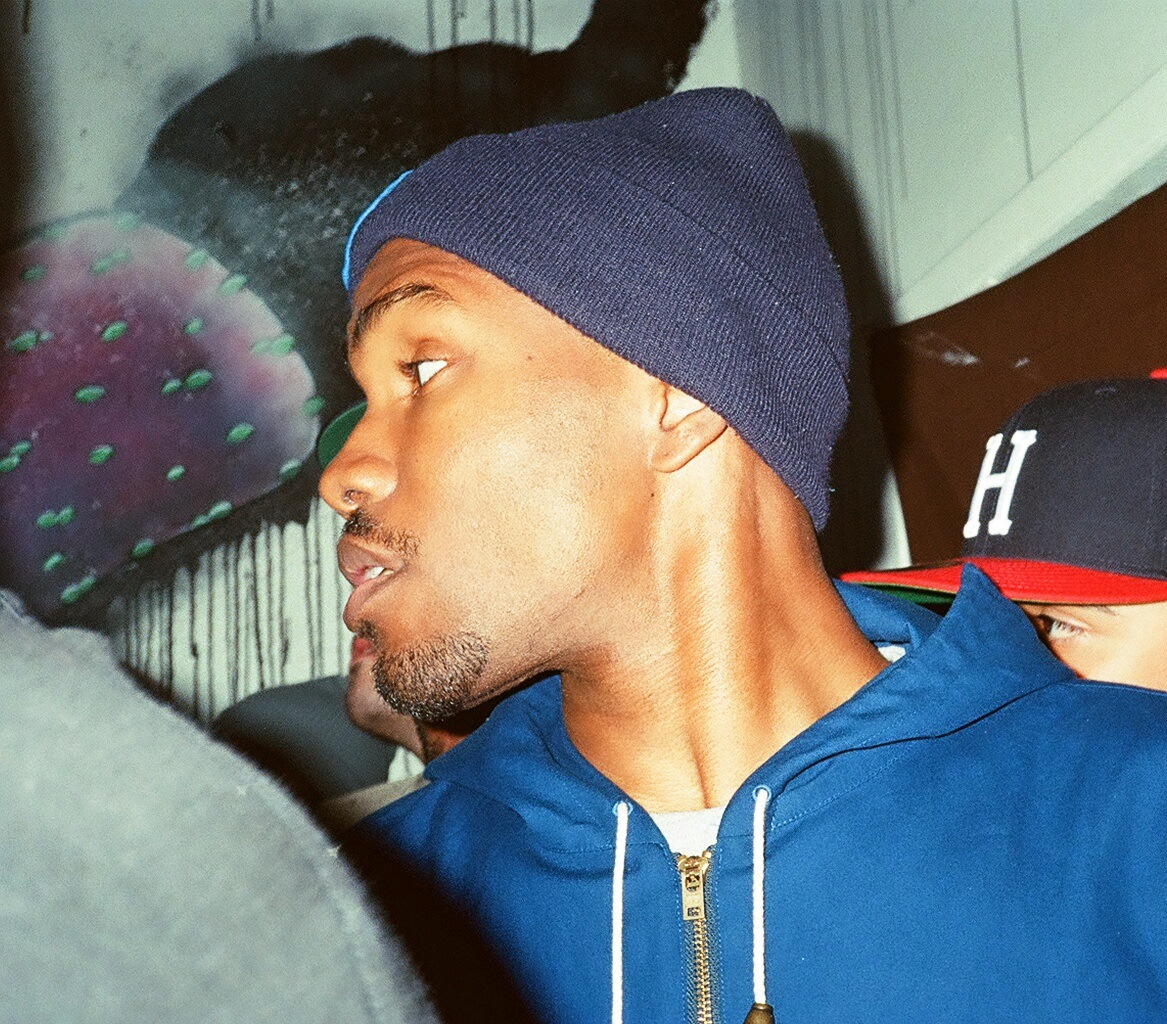
أوشن في عام 2011

في أبريل 2011، أوشن صرَّح بأن علاقته بديف جام قد ترسخت منذ إصدار الشريط، والذي جعله معروفًا على نطاق واسع وأدى إلى تعاونه مع مغنيي الراب جي-زي وكانييه ويست. ظهر أوشن للمرة الأولى في الفيديو لأغنية تايلر، ذا كريتر «هي» (She) من ألبوم تايلر الثاني جوبلن (Goblin). أداءه المباشر الأول كان مع أود فيوتشر في مهرجان كوتشيلا فالي للموسيقى والفنون لعام 2011، حيث انضم لهم لجولتهم الأولى، عبر الساحل الشرقي للولايات المتحدة. في 19 مايو 2011، أعلنت تسجيلات ديف جام خطتها أن تصدر نوستالجا، ألترا مجددًا كأسطوانة مطولة. في نفس اليوم، أصدر أوشن أغنيته المنفردة الأولى في مسيرته، «نوڤاكين» (Novacane) عبر آي تيونز، والأسطوانة المطولة كان من المفترض أن تصدر في الشهر التالي ولكنها تأجلت.
يوم 28 يوليو 2011، سُربت أغنية لأوشن باسم «ثنكن باوت يو» (Thinkin' Bout You) على الإنترنت. كشف فيما بعد أنها عينة ألفها أوشن لفنانة روك نايشن بردجت كيلي. في أغسطس 2011، ظهر أوشن على غلاف مجلة ذا فايدر للمرة الأولى في طبعتها الخامسة والسبعين.

### 2012—2014:تشانل أورانج
نشر أوشن تصميم غلاف الأغنية المنفردة الأولى لألبومه الأول، بعنوان ثنكن باوت يو، كاشفا عن أنها كانت ستصدر 10 أبريل 2012، إلا أنه سبق وأن سربت النسخة الأخيرة بشهر. عن الأغنية المنفردة قال أوشن في أعقاب إصدار ألبومه الممدوح من النقاد إنه "يمثلني ويحدد كوني كفنان في هذه اللحظة وهذا كان المقصود. إنه عن الحكايات. إذا كتبت 14 حكاية أحبها، فالخطوة القادمة أن أخلق حولها بيئة موسيقية لإحاطة الحكاية وخلق كافة أشكال الحلاوة الصوتية.

## ديسكوغرافيا
- تشانل أورنج (2012)
- بلوند (2016)

## روابط خارجية
- فرانك أوشن على موقع IMDb (الإنجليزية)
- فرانك أوشن على موقع روتن توميتوز (الإنجليزية)
- فرانك أوشن على موقع ميوزك برينز (الإنجليزية)
- فرانك أوشن على موقع ميوزك برينز (الإنجليزية)
- فرانك أوشن على موقع رولينغ ستون (الإنجليزية)
- فرانك أوشن على موقع إن إن دي بي (الإنجليزية)
- فرانك أوشن على موقع أول ميوزيك (الإنجليزية)
- فرانك أوشن على موقع أول ميوزيك (الإنجليزية)
- فرانك أوشن على موقع ديسكوغز (الإنجليزية)
- فرانك أوشن على موقع ديسكوغز (الإنجليزية)